# Club Social y Deportivo Pumas
El Club Social y Deportivo Pumas es un club de básquetbol chileno de la ciudad de Puerto Montt, en la región de Los Lagos. Fue fundado en enero de 2017, y desde 2018 compite en la Segunda División de la Liga Nacional de Básquetbol. Comparte sus juegos de local junto al Club Escuela de Básquetbol Puerto Montt en el Gimnasio Municipal Mario Marchant Binder, con capacidad para 2.000 espectadores. Actualmente es uno de los dos clubes representantes de Puerto Montt en la liga profesional.

## Historia

### Fundación
El Club nace el miércoles 25 de enero de 2017, a raíz de la iniciativa de un grupo de exalumnos del Colegio San Francisco Javier de Puerto Montt, por reincorporar a otros compañeros a la práctica deportiva. Esta iniciativa logró reunir inicialmente a 16 deportistas durante el mes de febrero para las competiciones amateur de la ciudad, integrando posteriormente a otros jugadores no necesariamente vinculados al establecimiento educacional. Este proceso de crecimiento dio lugar a que un año después de su fundación, durante el verano de 2018, el equipo amateur de Pumas obtenga el título del 8º Campeonato de Básquetbol de Verano organizado por la Municipalidad de Puerto Montt.
Tras el resultado del Campeonato de Verano, se decide la formalización del club a través de los estatutos que otorga el Instituto Nacional de Deportes (IND) el día 27 de marzo de 2018 donde se elige a la primera directiva, comandada por Eduardo Binder Igor, Felipe Bórquez, Patricio Robles, Nicole Gómez y Carlos Carvajal.
Durante el transcurso del 2018, esta nueva directiva decide darle un enfoque social al deporte, por lo que el mes de abril del mismo año y gracias a la gestión y acuerdo en conjunto con Gladys Valenzuela, directora de la Escuela Arturo Prat de Puerto Montt, se crea la escuela de básquetbol del club, en donde se acogen gratuitamente a niños y niñas entre 5 a 17 años para que realicen esta disciplina deportiva.
Gracias a la positiva acogida y recepción por parte de la comunidad, se logra expandir la escuela y se forma la escuela Pumas en el Colegio Creación La Araucana, ubicado en las afueras de la ciudad de Puerto Montt. Los planes fueron crear más escuelas gratuitas en la comuna para fomentar un semillero más grande y aumentar las posibilidades de realizar básquetbol en la ciudad.

### Profesionalización
En el mes de septiembre de 2018 y tras su crecimiento en las escuelas, la Ilustre Municipalidad de Puerto Montt decide apoyar al Club Pumas para la participación de su equipo adulto en la Segunda División de la Liga Nacional de Básquetbol 2018, para lo cual se mantiene la base de jugadores que participaban de forma amateur, así como también se incorpora a Edward Oyarzo, Joaquín Maldonado, Leonardo Calisto y al venezolano ex seleccionado nacional Tulio Cobos. Este equipo es dirigido por el director Técnico Leonel Méndez.
En su primera participación en la LNB alcanzan el segundo lugar en la primera fase, solo por detrás de Club Escuela de Básquetbol Puerto Montt, aunque posteriormente el equipo es derrotado en las semifinales por Club Deportivo Escuela Alemana de Paillaco. Poco después el equipo fue aceptado para participar en la Segunda División de la Liga Saesa 2019.
Actualmente, el club tiene alrededor de 200 deportistas, divididos en las categorías U-9, U-11, U-13, U-15, U-17 y equipo adulto, además del equipo de varones amateur y damas amateur.
El 11 de febrero de 2019 el diario El Llanquihue incluyó a tres de sus fundadores entre los 50 jóvenes líderes del año 2019 de la Región de los Lagos.
A inicios de 2019, Leonel Méndez deja el cargo de entrenador del equipo adulto, siendo reemplazado para la Liga Saesa por Jorge Luis Álvarez.